# Equidad Club Deportivo
L'Equidad Club Deportivo è una società calcistica colombiana, con sede a Bogotà. Milita nella Copa Mustang, la massima serie del calcio colombiano.

## Storia
Il club è di proprietà della compagnia di assicurazioni colombiana Equidad Seguros.
Fondato nel 1982, non ha mai vinto titoli nazionali di massima serie e milita in prima divisione dal 2007.
Nel 2008 si è aggiudicato la Copa Colombia. Grazie a questo successo ha partecipato all'edizione 2009 della Copa Sudamericana, venendo eliminato al primo turno dai cileni dell'Unión Española

## Rosa 2021
| N. |                      | Ruolo | Calciatore          |
| -- | -------------------- | ----- | ------------------- |
| 1  | Colombia (bandiera)  | P     | Cristian Bonilla    |
| 2  | Colombia (bandiera)  | D     | Jefferson Mena      |
| 3  | Colombia (bandiera)  | D     | Andrés Correa       |
| 4  | Venezuela (bandiera) | D     | Jean Fuentes        |
| 5  | Colombia (bandiera)  | C     | Jean Carlos Pestaña |
| 6  | Uruguay (bandiera)   | C     | Pablo Lima          |
| 7  | Colombia (bandiera)  | C     | Hansel Zapata       |
| 9  | Colombia (bandiera)  | A     | Diego Herazo        |
| 10 | Colombia (bandiera)  | C     | Stalin Motta        |
| 11 | Venezuela (bandiera) | A     | Omar Duarte         |
| 12 | Colombia (bandiera)  | P     | Andres Pérez        |
| 14 | Venezuela (bandiera) | A     | Juan Marín          |
| 15 | Venezuela (bandiera) | D     | John García         |
| 16 | Colombia (bandiera)  | C     | Kevin Salazar       |

| N. |                      | Ruolo | Calciatore             |
| -- | -------------------- | ----- | ---------------------- |
| 17 | Colombia (bandiera)  | C     | Carlos Mario Rodríguez |
| 18 | Colombia (bandiera)  | C     | Daniel Mantilla        |
| 19 | Colombia (bandiera)  | D     | José Hernández         |
| 20 | Venezuela (bandiera) | C     | Juan Colina            |
| 21 | Colombia (bandiera)  | D     | Walmer Pacheco         |
| 22 | Colombia (bandiera)  | C     | David Camacho          |
| 23 | Colombia (bandiera)  | P     | Sergio Román           |
| 24 | Colombia (bandiera)  | C     | Juan Mahecha           |
| 25 | Colombia (bandiera)  | A     | Neider Barona          |
| 26 | Colombia (bandiera)  | D     | Amaury Torralvo        |
| 28 | Colombia (bandiera)  | C     | Larry Angulo           |
| 28 | Colombia (bandiera)  | C     | Matheo Castaño         |
| 30 | Colombia (bandiera)  | D     | Bleiner Agrón          |
| 31 | Colombia (bandiera)  | C     | Jhan Cuero             |
|    | Colombia (bandiera)  | A     | Carlos Peralta         |

## Rosa 2015
| N. |                     | Ruolo | Calciatore       |
| -- | ------------------- | ----- | ---------------- |
| 1  | Colombia (bandiera) | P     | Diego Novoa      |
| 3  | Colombia (bandiera) | D     | Wilmer Díaz      |
| 4  | Colombia (bandiera) | D     | Amaury Torralvo  |
| 6  | Colombia (bandiera) | D     | Jerson Malagón   |
| 7  | Uruguay (bandiera)  | C     | Martín Icart     |
| 12 | Colombia (bandiera) | P     | Cristian Bonilla |
| 13 | Colombia (bandiera) | D     | Daniel Briceño   |
| 17 | Colombia (bandiera) | C     | Róger Torres     |
| 22 | Colombia (bandiera) | P     | William Cuesta   |
| 27 | Messico (bandiera)  | A     | Ulises Tavares   |
| 29 | Colombia (bandiera) | D     | Sebastián Ayala  |
| 32 | Perù (bandiera)     | A     | Andy Pando       |
| –  | Colombia (bandiera) | P     | Esteban Ruiz     |
| –  | Colombia (bandiera) | D     | Julián Hurtado   |

| N. |                     | Ruolo | Calciatore             |
| -- | ------------------- | ----- | ---------------------- |
| –  | Colombia (bandiera) | D     | Andrés Murillo Segura  |
| –  | Colombia (bandiera) | D     | Hugo Soto              |
| –  | Colombia (bandiera) | C     | Óscar Barreto          |
| –  | Colombia (bandiera) | C     | Jhon Duque             |
| –  | Colombia (bandiera) | C     | Jorge Guillén          |
| –  | Uruguay (bandiera)  | C     | Matías Jones           |
| –  | Colombia (bandiera) | C     | Dhawlim Leudo          |
| –  | Colombia (bandiera) | C     | Stalin Motta           |
| –  | Paraguay (bandiera) | C     | Jorge Núñez            |
| –  | Colombia (bandiera) | C     | Dager Palacios         |
| –  | Colombia (bandiera) | C     | Juan Sebastián Villota |
| –  | Colombia (bandiera) | A     | Jean Carlos Blanco     |
| –  | Colombia (bandiera) | A     | Luis Cuesta            |

## Palmarès

### Competizioni nazionali
- Copa Colombia: 1

2008
- Categoría Primera B: 1

2006

### Altri piazzamenti
- Campionato colombiano:

Secondo posto: 2007-II, 2010-I, 2011-I
- Copa Colombia:

Semifinalista: 2010